# Kreiensen
Kreiensen [kʀaɪ̯.ɛn.zɛn] ist die größte Ortschaft der Stadt Einbeck im südniedersächsischen Landkreis Northeim.

## Geographie

### Lage
Kreiensen liegt im Süden Niedersachsens im Leinebergland und gehört zum Harz- und Sollingvorland. Es befindet sich zwischen den Höhenzügen Helleberg im Norden, Hube im Westsüdwesten und Selter im Nordwesten. Durch den Ortskern von Kreiensen fließt die Gande, ein nordöstlicher Zufluss der Leine mit den Leineauen bei Kreiensen.

### Ehemalige Gemeindegliederung
Die ehemalige Gemeinde Kreiensen gliederte sich von 1974 bis 2012 in 15 Ortschaften:
| - Ahlshausen-Sievershausen - Bentierode (einschl. Rimmerode) - Beulshausen - Billerbeck - Bruchhof - Erzhausen (einschl. Siedlung Leinetal) - Garlebsen - Flecken Greene | - Haieshausen - Ippensen - Kreiensen (Kernort) - Olxheim - Opperhausen (einschl. Osterbruch) - Orxhausen - Rittierode |

## Geschichte
Alte Bezeichnungen des Ortes sind um 1342 Creyenhusen, 1344 Cregenhusen, vor 1362 Kreyensen, 1394 Bertolt von Kregensen, 1408 Kregensen, um 1440 Kregenszen und in 1441 Kreyensen.
Die Ersterwähnung war 1318, als Otto der Milde die Herren von Oldershausen belehnte. Eine mittelalterliche Kapelle gehörte zum Archidiakonat Nörten. Erst im 19. Jahrhundert entwickelte sich der Ort wesentlich weiter. Zu westphälischer Zeit lag Kreiensen im Kanton Gandersheim.
Am 1. Januar 1826 wurde die in Kreiensen bestehende Postanstalt geschlossen. Wann sie eingerichtet wurde, ist nicht bekannt. Zu weiteren Details bezüglich der Entwicklung des Postwesens in Kreiensen siehe: Postroute Braunschweig-Göttingen.
Besondere Bedeutung erlangte der Ort als Eisenbahn-Knotenpunkt. In Kreiensen kreuzen sich die in den 1860er Jahren erbauten Ost-West-Verbindungen Braunschweigische Südbahn und die Bahnstrecke Langeland–Kreiensen mit der Nord-Süd-Linie Hannöversche Südbahn. Kreiensen lag auf Braunschweiger Territorium – direkt nördlich und südlich befand sich das Land Hannover. Hier wurde auch die Bahnstrecke Osterode–Kreiensen angeschlossen. Durch den Neubau der Schnellfahrstrecke Hannover–Würzburg verlor der Bahnknotenpunkt Kreiensen in den 1990er Jahren jedoch an Bedeutung.

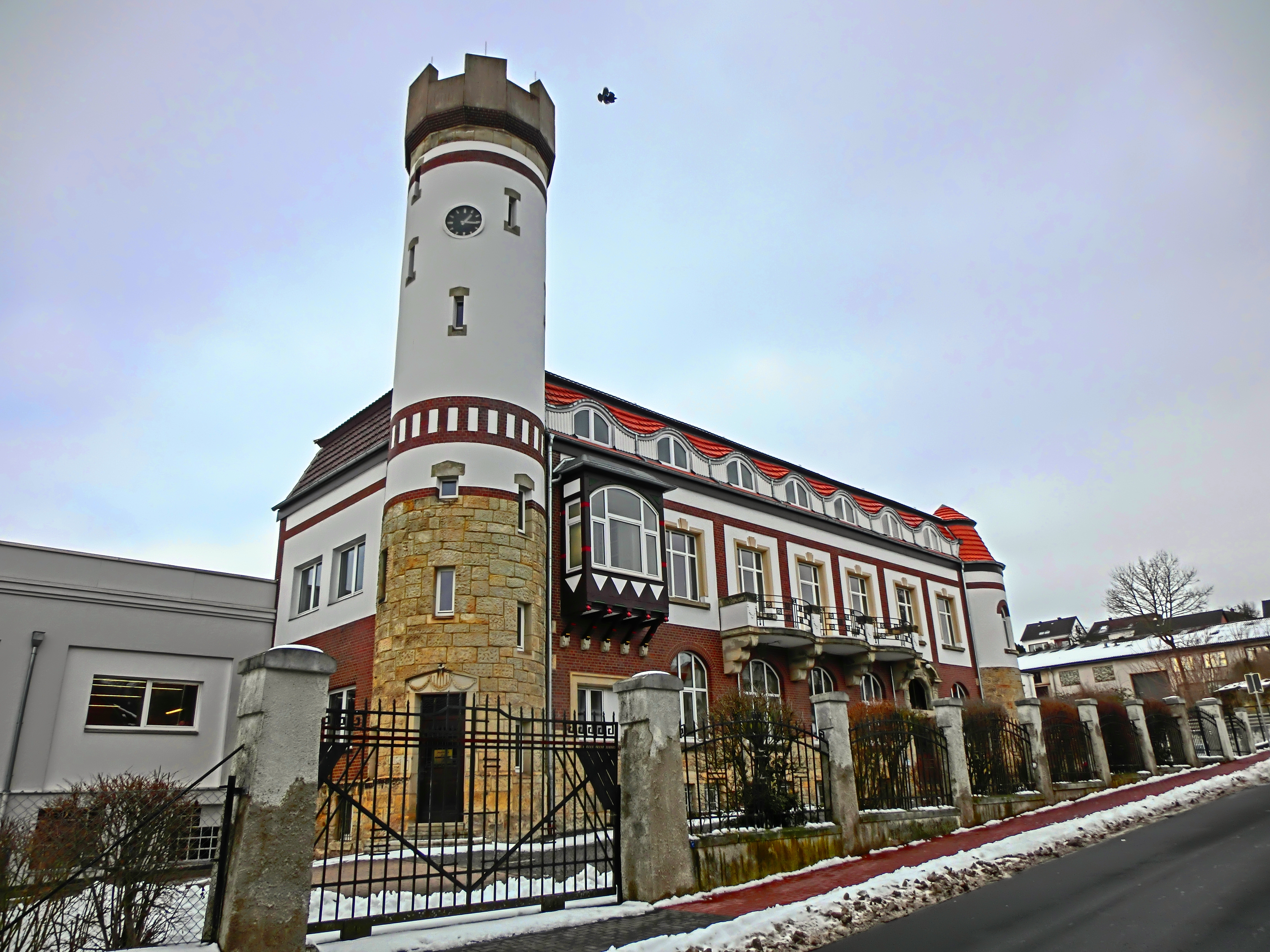
Die Firma Burgsmüller & Söhne

In Kreiensen gab es seit 1931 oder 1932, also schon vor der nationalsozialistischen „Machtergreifung“ von 1933, eine nationalsozialistische Ausbildungsstätte für SA- und SS-Angehörige. Diese Ausbildungsstätte war in der ehemaligen Gewehrfabrik H. Burgsmüller & Söhne untergebracht. Die SA-Leute rückten gelegentlich aus, um politische Gegner und Unbeteiligte zu drangsalieren.  Von dem Verbot von SA und SS am 13. April 1932 war auch die Schule in Kreiensen betroffen; die Schulungsteilnehmer zogen vorübergehend aus Kreiensen ab. Am 14. Juni 1932 wurde die SA jedoch wieder zugelassen. Zu Ostern 1934 wurde im Ort die Motorsportschule Kreiensen des Nationalsozialistischen Kraftfahrkorps (NSKK) bzw. der Motor-SA eröffnet. Sie bestand mindestens bis 1940.
Das Freibad in Kreiensen, das am 5. August 1933 an der B 64 zwischen Kreiensen und Orxhausen eröffnet wurde, erhielt den Namen „Adolf-Hitler-Bad Kreiensen“. Dieser Name prangte in großen Lettern auf einem markanten Hang („Der Sandkorn“) direkt neben dem Freibad, weithin sichtbar von der vorbeiführenden Fernstraße Richtung Bad Gandersheim sowie von der nahen Bahnstrecke Kreiensen-Braunschweig aus, wie Ansichtspostkarten der 1930er Jahre belegen. Das Freibad wurde 1988 geschlossen.

### Eingemeindungen
Im Zuge der Gebietsreform in Niedersachsen, die am 1. März 1974 in Kraft trat, entstand die bis 2012 bestehende Großgemeinde Kreiensen. Dabei löste der Ort Kreiensen den historischen Zentralort Greene als Verwaltungssitz ab. Die neue Gemeinde gehörte bis 1977 zum Landkreis Gandersheim und anschließend zum Landkreis Northeim. Diese Gemeinde Kreiensen hatte eine Fläche von 65,32 km².
Am 17. Oktober 2011 beschloss der Gemeinderat die Vereinigung der Gemeinde Kreiensen mit der Nachbarstadt Einbeck, die zum 1. Januar 2013 in Kraft trat.

### Einwohnerentwicklung
| Jahr | Einwohner | Quelle |
| ---- | --------- | ------ |
| 1910 | 1732      | [ 4 ]  |
| 1925 | 2044      | [ 22 ] |
| 1933 | 2097      | [ 22 ] |
| 1939 | 1999      | [ 22 ] |
| 1950 | 3409      | [ 23 ] |
| 1956 | 3058      | [ 23 ] |
| 1961 | 2948      | [ 24 ] |
| 1970 | 2944      | [ 24 ] |
| 1973 | 2901      | [ 1 ]  |
| 1975 | 08909 ¹   | [ 25 ] |

| Jahr | Einwohner | Quelle |
| ---- | --------- | ------ |
| 1980 | 8374 ¹    | [ 25 ] |
| 1985 | 8088 ¹    | [ 25 ] |
| 1990 | 8281 ¹    | [ 25 ] |
| 1995 | 8394 ¹    | [ 25 ] |
| 2000 | 7735 ¹    | [ 25 ] |
| 2005 | 7388 ¹    | [ 25 ] |
| 2010 | 6940 ¹    | [ 25 ] |
| 2012 | 6671 ¹    | [ 19 ] |
| 2020 | 24550     | [ 26 ] |
| 0    | 0         | 0      |

¹ jeweils zum 31. Dezember
|  |

## Politik

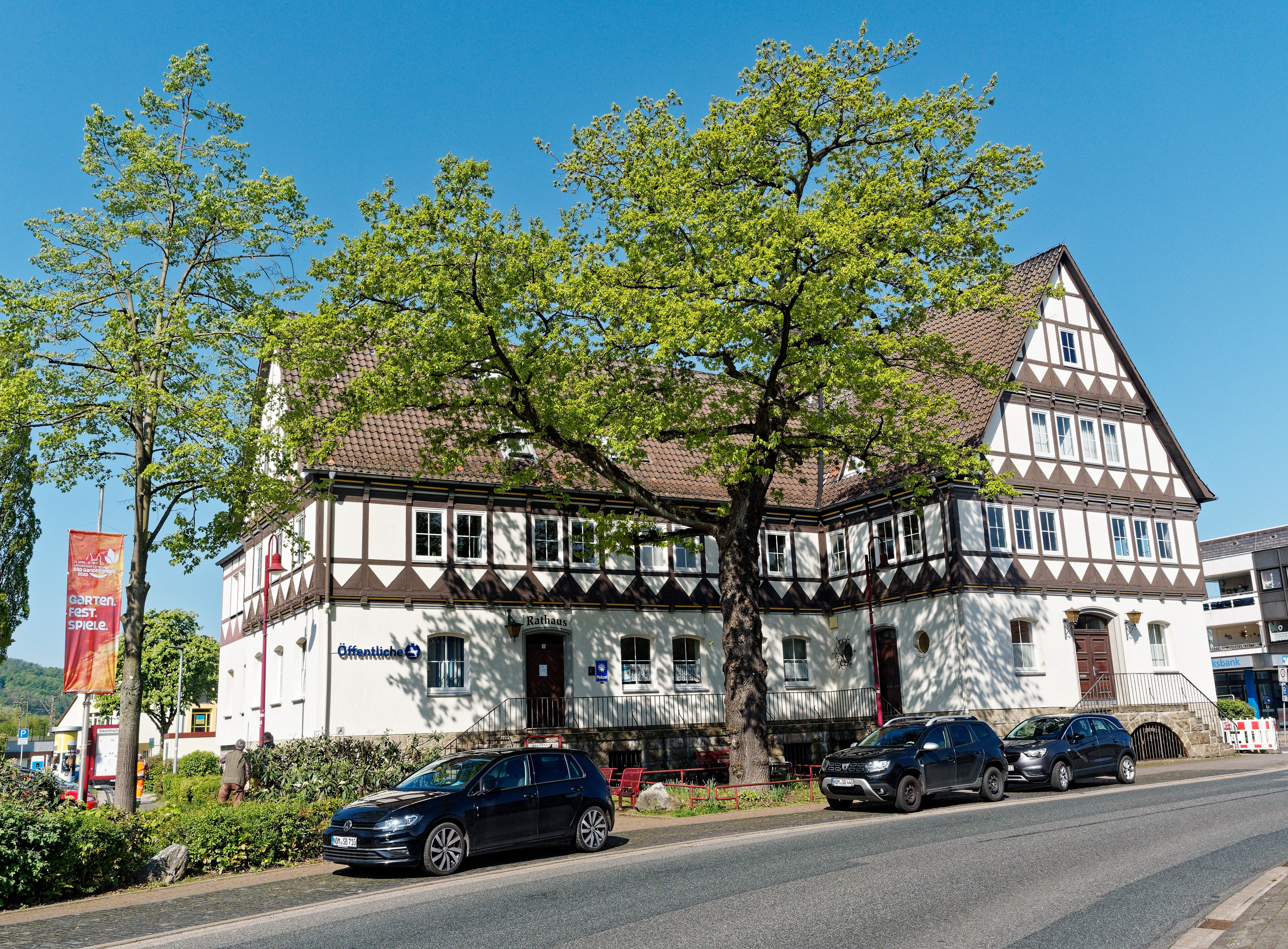
Ehem. Rathaus

### Ortsrat
Der Ortsrat von Kreiensen setzt sich aus sechs Ratsmitgliedern zusammen:
- Bürgerliste – unabh. Wgem. Kreiensen: 6 Sitze
- FDP: 1 Sitz

(Stand: Kommunalwahl 2021)

### Ortsbürgermeister
Der Ortsbürgermeister ist Oliver Rieger.

### Ehemaliger Gemeinderat
Der ehemalige Rat der Gemeinde Kreiensen bestand aus 18 Mitgliedern. Dies ist die festgelegte Anzahl für eine Gemeinde mit einer Einwohnerzahl zwischen 6001 und 7000 Einwohnern. Die Ratsmitglieder wurden durch eine Kommunalwahl für jeweils fünf Jahre gewählt.
Stimm- und sitzberechtigt im Rat der Gemeinde war außerdem der hauptamtliche Bürgermeister.
Die letzte Kommunalwahl am 11. September 2011 ergab die folgende Sitzverteilung:
- SPD: 7 Sitze
- CDU: 6 Sitze
- BL-UWG: 4 Sitze
- Grüne: 1 Sitz

### Ehemaliger Gemeindebürgermeister
Der hauptamtliche Bürgermeister der ehemaligen Gemeinde Kreiensen war Ronny Rode (SPD). Er trat sein Amt im Jahre 2004 an.

### Wappen
Der Entwurf des Kommunalwappens von Kreiensen stammt von Helmut Millies aus der Kleinstadt Gronau (Leine). Das Wappen wurde am 11. September 1975 vom Gemeinderat beschlossen und am 1. Oktober desselben Jahres vom Landkreis Gandersheim genehmigt.
| Wappen von Kreiensen | Blasonierung: „In Rot ein schräglinker silberner Wellenbalken; oben ein schreitender, gekrönter goldener Löwe, unten drei schräglinksliegende goldene Rosen mit rotem Fruchtstand.“ |
| Wappen von Kreiensen | Wappenbegründung: Der Wellenbalken symbolisiert den Fluss Leine. Die Leine lieferte Energie für Mühlen und dient auch als Pendelwasser für das Pumpspeicherwerk in Erzhausen. Der Löwe steht für das Geschlecht der Herren von Homburg, und ist das Wappentier der Welfen-Herzöge. Die drei goldenen Rosen, mit roten Butzen, sind aus dem Wappen derer von Oldershausen. Seit 1318 sind die Herren von Oldershausen als Lehnträger diesem Raum verbunden. |

### Städtepartnerschaften
- Wieselburg, Niederösterreich – Österreich
- Güsten, Sachsen-Anhalt – Deutschland

## Kultur und Sehenswürdigkeiten

### Bauwerke (Auswahl)
- Das 1886 von Hubert Stier entworfene und bis 1889 errichtete Empfangsgebäude des Bahnhofs Kreiensen im Baustil der Neorenaissance entstand an der Stelle von älteren Fachwerk-Abfertigungsgebäuden der Hannöverschen Südbahn.[34] Die monumentalen Fassaden und die besondere trapezförmige Grundrissform des Hauptgebäudes erklären sich aus der Funktion als Eisenbahnknoten und Keilbahnhof für zwei hier zusammentreffenden Staatsbahnlinien. Die Ostseite des Gebäudes ziert oben ein Wappenrelief mit Braunschweiger Löwe, die Westseite ein ebensolches mit Preußischem Adler. Auf der Nordseite ist der Fürstenpavillon vorgesetzt.[35]

- Bürgerhaus Kreiensen (Am Plan 4), Sitz u. a. für Marinekameradschaft und Heimatverein Kreiensen.[36]
- Katholische St.-Josef-Kirche (Rathenaustraße), erbaut 1966–1967 nach Plänen des Paderborner Architekten Hanns D. Rumpf[37] mit einer Innenraumgestaltung von Claus Kilian; seit 2009 Filialkirche der Pfarrgemeinde Bad Gandersheim.[38][39]
- Evangelisch-lutherische Friedenskirche (Wilhelmstraße 18). Das 1934–1935 nach Plänen des Braunschweiger Architekten August Prahmann errichtete Kirchengebäude ist eine der wenigen während der Zeit des Nationalsozialismus errichteten neuen Kirchen in der Braunschweiger Landeskirche. Der Bau entstand anstelle einer im Kern noch mittelalterlichen Kapelle.[40] Die Kirchengemeinde gehört zur Propstei Gandersheim-Seesen. Seit 2023 wird ein Teilabriss des Baudenkmals diskutiert.[41]
- Die evangelische Kirche bildet einen historischen Zusammenhang mit dem schräg gegenüber ebenfalls im Heimatstil nach Plänen des Kreienser Architekten Heinrich Marx 1938 errichteten Rathaus von Kreiensen (Wilhelmstraße 21).[42]
- Ehemalige Schule (Wilhelmstraße 16), 1864 erbauter Fachwerkbau.[43]

### Regelmäßige Veranstaltungen
- Tanzvergnügen der Vereine im Herbst
- Tanz in den Mai
- Meisterschaften im Halbmarathon
- Kreiensener Weihnachtsmarkt am zweiten Advent

### Vereine
In Kreiensen sind einige Vereine ansässig, darunter der SV Kreiensen 06, eine Schützengesellschaft, der Feuerwehrverein und der Heimatverein.

## Wirtschaft und Infrastruktur

### Bildung
In Kreiensen befinden sich die Grundschule Kreiensen, das Schulzentrum Kreiensen mit Haupt- und Realschule sowie Kindergärten.

### Verkehr

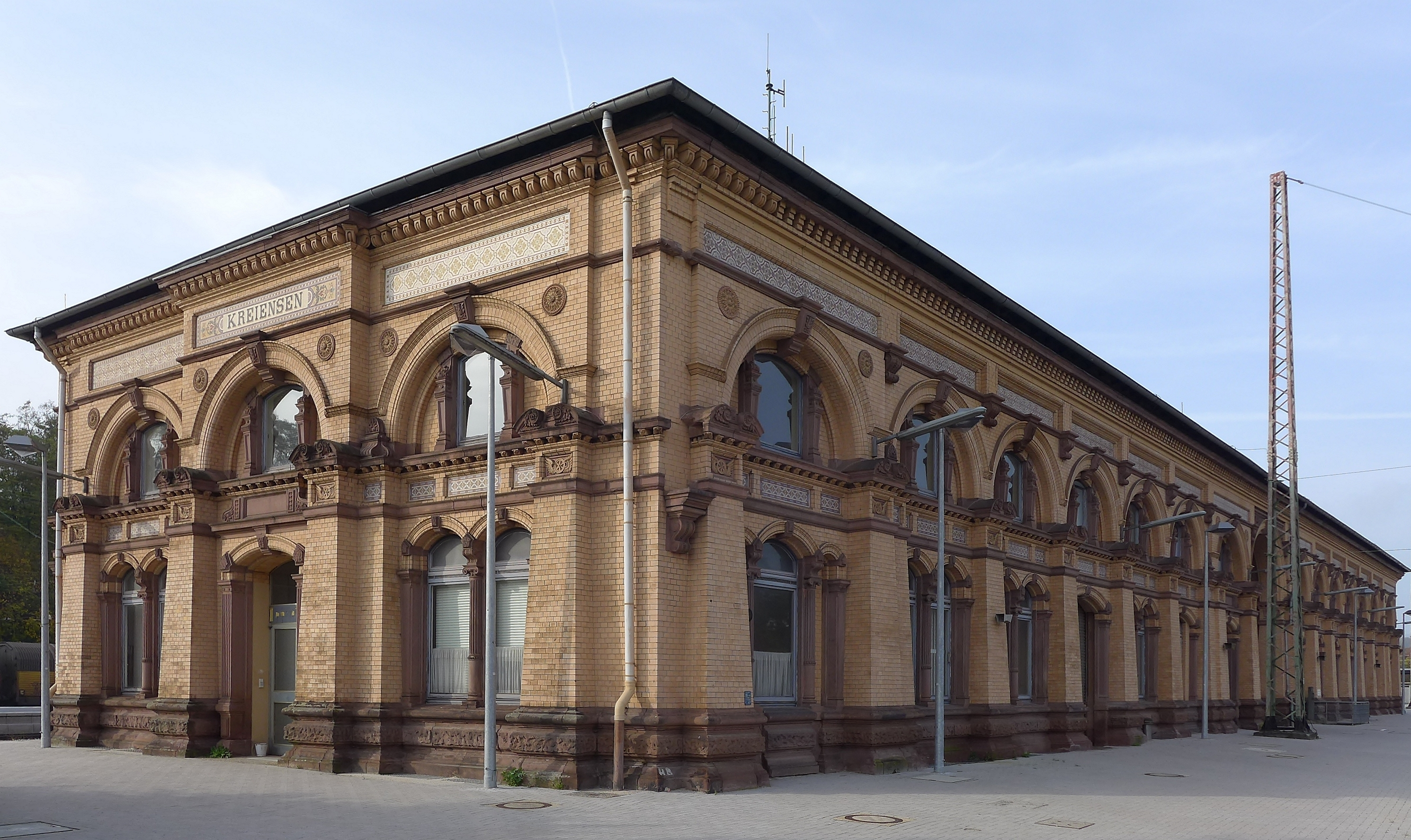
Historisches Empfangsgebäude des Bahnhofs Kreiensen

Der Bahnhof Kreiensen liegt an der Hannöverschen Südbahn, der Braunschweigischen Südbahn, der Bahnstrecke Altenbeken–Kreiensen und ehemals an der Bahnstrecke Osterode–Kreiensen.
Der Bahnhof Kreiensen war Halt einzelner Intercity-Züge der Nord-Süd-Verbindung von Hamburg nach Frankfurt (Main). Im Personennahverkehr wird er
- im Stundentakt vom Metronom Uelzen–Hannover–Göttingen.
- im Stundentakt von der Regionalbahn Bad Harzburg–Goslar–Kreiensen–Göttingen (Richtung Göttingen alle zwei Stunden) bedient.
- meist alle 2 Stunden von der NordWestBahn Kreiensen–Holzminden–Ottbergen–Altenbeken–Paderborn bedient und
- einmal täglich von einem Zugpaar nach Braunschweig über Seesen und Salzgitter sowie täglich von einem Zugpaar von Braunschweig angefahren.

Die ICE-Züge verkehren allerdings seit den 1980er Jahren über die Schnellfahrstrecke Hannover–Würzburg anstatt über die Hannöversche Südbahn. Lediglich drei Intercity-Verbindungen verkehren noch im Leinetal zwischen Hannover und Göttingen, über Alfeld, Northeim, Elze und Kreiensen.
Die Leit- und Sicherungstechnik des Bahnhofs Kreiensen wurde ab 2001 grundlegend modernisiert, der Bahnhof wird seit dem Jahr 2011 aus der Betriebszentrale Hannover ferngesteuert.
Kreiensen liegt an der Bundesstraße 64 und am Leine-Heide-Radweg. Südlich von Kreiensen teilen sich Leine-Heide-Radweg und Europaradweg R1 denselben Streckenverlauf, trennen sich dann jedoch. Der Leine-Heide-Radweg verläuft weiter entlang der Leine, der Europaradweg führt weiter in Richtung Bad Gandersheim.

## Persönlichkeiten

### Söhne und Töchter des Ortes
- Ralf Bohnsack (* 1948), Soziologe und Hochschullehrer
- Werner Hillebrecht (* 1949), deutschstämmiger Archivar und Bibliothekar in Namibia

### Personen, die mit dem Ort in Verbindung stehen
- Ludwig Heinrich Grote (1825–1887), Theologe und Publizist, der sich nach 1866 für die Wiedererrichtung der hannoverschen Monarchie einsetzte und aus diesem Grund den Beinamen „Welfenpastor“ erhielt, seine politische Arbeit brachte ihm mehrjährige Haftstrafen und schließlich die Flucht ins Exil ein, er wurde in Kreiensen festgenommen
- Franz von Rziha (1831–1897), Eisenbahn- und Tunnelbauer und Erfinder, 1861 baute er die Bahnstrecke von Kreiensen nach Holzminden
- Hubert Stier (1838–1907), Architekt, Baubeamter und Hochschullehrer, er baute vorwiegend im Stil der Neorenaissance Bahnhöfe, Museumsbauten und Kirchen, vor allem in Berlin und Hannover, er schuf von 1886 bis 1889 den örtlichen Bahnhof
- Wilhelm Krahe (1839–1921), Architekt und braunschweigischer Baubeamter, er arbeitete an der Holzmindener Eisenbahn und am örtlichen Bahnhof mit
- Heinrich Sohnrey (1859–1948), Lehrer, Volksschriftsteller und Publizist, die örtliche Sohnreystraße wurde nach ihm benannt
- Anna Schlüter (1886–1971), Kommunalpolitikerin (SPD), sie war von 1919 bis 1922 Bürgervorsteherin im Rat der Stadt Northeim, nach der beruflichen Versetzung ihres Mannes wohnten sie in Kreiensen
- Paula Tobias (1886–1970), Landärztin in Kreiensen 1912–1916
- Ernst Müller (1893–1976), SS-Führer, starb in Kreiensen
- Lothar Urbanczyk (1903–1986), Politiker (SPD) und Mitglied des Niedersächsischen Landtages, als jüdischer Mischling kam er zur Zeit des Nationalsozialismus am 17. Oktober 1944 bei einer Sammelstelle in Kreiensen unter
- Hanna Neumeister, geborene Meyer (1920–2010), Assistenzzahnärztin und Politikerin (CDU) in Kreiensen
- Klaus Macharzina (* 1939), Ökonom, Betriebswissenschaftler und Managementlehrer, er erhielt seine Schulausbildung u. a. in Kreiensen
- Frank Doods (* 1961), Verwaltungsjurist, Ministerialbeamter und Politiker (SPD), er war von 2001 bis 2013 Ratsherr und Beigeordneter der Gemeinde Kreiensen

## Verschiedenes
Im Dokumentarfilm Schützenfest in Bahnhofsnähe – Beobachtungen auf dem Dorfe des SDR von 1961 wurde der lokale Schützenverein kritisch porträtiert.